# Crazy Ex-Girlfriend (singolo)
Crazy Ex-Girlfriend è il primo singolo della cantante country statunitense Miranda Lambert estratto dall'album omonimo. Lanciato il 26 dicembre 2006, il singolo è quello che ha ottenuto il minor successo tra quelli estratti dal disco: è arrivato sino alla posizione 50 della classifica delle canzoni country americane, senza mai entrare nella classifica principale, la Billboard Hot 100.

## Classifiche
| Classifica                       | Posizione massima |
| -------------------------------- | ----------------- |
| U.S. Billboard Hot Country Songs | 50                |